# The Wild Eight
The Wild Eight (с англ. — «Дикая Восьмерка») — компьютерная игра в жанре action-adventure c элементами симулятора выживания, кооперативным прохождением и открытым миром, разработанная якутской инди-студией Fntastic. Игра получила финансирование на Kickstarter и IndieGoGo в мае 2016 года.
Пре-Альфа версия игры была бесплатно опубликована на Game Jolt 23 мая 2016 года. Она не включала в себя кооперативный режим, была рассчитана на демонстрацию основных игровых механик и визуального стиля.
Ранний доступ к игре стал доступен в цифровом магазине Steam в 7 феврале 2017 году.
В октябре 2017 года права на игру были выкуплены издателем игры HypeTrain Digital.
Игра вышла 3 октября 2019 года для платформы Windows.

## Игровой процесс
Игровой процесс The Wild Eight основан на выживании восьмерых людей после крушения самолёта в диких лесах Аляски. В поисках спасения выжившие сталкиваются с мистическими существами и предметами, изучают заброшенные бункеры и лаборатории. Игрок должен развивать умения своего персонажа в охоте, в создании сооружений и предметов для выживания. The Wild Eight доступна для одиночного и совместного прохождения. Полная версия игры включит в себя квесты и случайные события, которые можно проходить как одному, так и в компании друзей.

## Разработка
The Wild Eight стала первым крупным проектом для независимой студии Fntastic из Республики Саха (Якутия), хотя до этого студия уже имела работы над казуальными играми. Fntastic запустила сбор средств на Kickstarter, чтобы собрать денежные средства в размере $50,000 и сформировать фанатское сообщество вокруг игры. Проект был полностью профинансирован за 11 дней до начала кампании. Взносы на Indiegogo InDemand после кампании в Kickstarter привели к тому, что итоговая сумма на разработку к августу 2016 года превысила 60 000 долларов США.

## Приём
Летом 2018 года, благодаря уязвимости в защите Steam Web API, стало известно, что точное количество пользователей сервиса Steam, которые играли в игру хотя бы один раз, составляет 217 654 человека.